# Optimale Bestellmenge
Die optimale Bestellmenge bezeichnet in der Beschaffungslogistik und Materialwirtschaft diejenige Bestellmenge, bei der die Summe aus den Bestellkosten und Lagerhaltungskosten für einen vorgegebenen Servicegrad im Planungszeitraum ein Minimum erreicht. Ein gegebener Jahresbedarf kann gedeckt werden durch viele Bestellungen kleiner Mengen; dies führt einerseits zu hohen Bestellkosten, andererseits zu einem geringen durchschnittlichen Lagerbestand und somit niedrigen Lagerkosten. Bei wenigen Bestellungen großer Mengen hingegen verhält es sich genau umgekehrt. Somit besteht ein Zielkonflikt zwischen niedrigen Bestellkosten und niedrigen Lagerhaltungskosten. Die optimale Bestellmenge stellt den kostengünstigsten Kompromiss zwischen diesen beiden unvereinbaren Zielen dar.

## Allgemeines
Das Ziel der Bestellmengenoptimierung besteht darin, die (entscheidungs)relevanten Kosten zu minimieren, die während einer Planperiode (z. B. ein Jahr) im Zusammenhang mit der Beschaffung eines Gutes anfallen. Darunter versteht man diejenigen Kosten, die von der Bestellentscheidung beeinflusst werden. Welche Kosten dazu zählen, hängt von den konkreten Rahmenbedingungen ab, mit denen sich das betrachtete Unternehmen konfrontiert sieht bzw. von den Annahmen, die bei einer (mathematischen) Modellierung getroffen werden. Im allgemeinen Fall setzen sich die relevanten Kosten bei der Bestellmengenoptimierung aus den Bestellkosten und den Lagerhaltungskosten zusammen.
Zu den Bestellkosten zählen die Anschaffungskosten und die Bestellabwicklungskosten. Die Anschaffungskosten sind das Produkt aus eingekaufter Menge und Einstandspreis. Sie sind oft abhängig von der Bestellmenge, etwa wenn Rabatte bei der Abnahme größerer Mengen gewährt werden. Unter die Bestellabwicklungskosten fallen die Personal- und Sachkosten der Einkaufsabteilung, der Wareneingangs-, Qualitäts- und Rechnungsprüfung sowie die anteligen EDV-Kosten.
Lagerhaltungskosten entstehen durch die Lagerung von Waren. Sie lassen sich unterteilen in die Kosten der reinen Lagerhaltung (Kosten für Personal und Lagerräume) und die Kosten aus den Lagerbeständen (Verzinsung und Versicherung des im Lager gebundenen Vermögens sowie Kosten für Wertminderung durch Schwund, Verderb, Veralterung). Die zweite Kostenkomponente hängt vom Wert der gelagerten Gegenstände ab.

## Klassisches Bestellmengen-Modell
Die erste Vorstellung einer Losgrößenformel geht auf Ford W. Harris (1913) zurück. Durch eine Vielzahl von Annahmen gelangte er zu einem vergleichsweise leicht handhabbaren mathematischen Modell, das trotz der Vereinfachungen die wesentlichen Aspekte der Losgrößenproblematik enthält. Sein Losgrößenmodell lässt sich ohne Weiteres auch im Bestellmengenkontext anwenden. Es wird heutzutage häufig als das klassische (Bestellmengen)Modell bezeichnet.

### Annahmen
- Der Bedarf je Periode ist bekannt und bleibt im Zeitablauf gleich groß.
- Die Lagerabgangsgeschwindigkeit ist konstant.
- Die Auffüllzeit für das Lager ist null, somit ist die Auffüllgeschwindigkeit unendlich hoch.
- Es sind keine Fehlmengen vorhanden.
- Es wird ein Lager mit unbegrenzter Kapazität betrachtet.
- Der Lagerkostensatz ist der Höhe nach bekannt und bleibt konstant.
- Der Einstandspreis der Güter ist konstant, es gibt keine Mengenrabatte.
- Die Qualität der Güter konstant.
- Das Unternehmen führt keine Sicherheitsbestände.

### Mathematische Modellierung
Für die mathematische Modellierung werden hier folgende Bezeichnungen verwendet:
| {\displaystyle x:} | Bestellmenge                      |
| {\displaystyle F:} | Jahresbedarf in Stück             |
| {\displaystyle S:} | Fixe Bestellkosten pro Bestellung |
| {\displaystyle C:} | Lagerhaltungskostensatz           |
| {\displaystyle P:} | Einstandspreis pro Mengeneinheit  |

Dabei ist {\displaystyle x} die Variable des Modells (Entscheidungsvariable) und {\displaystyle F,S,C,P} sind die (gegebenen) Parameter.
Die optimale Bestellmenge {\displaystyle x_{\min }} liegt dort vor, wo die Summe aller relevanten Kosten minimal ist. Bei konstanten Einstandspreisen (d. h. insbesondere bei Abwesenheit von Rabatten) zählen nur die fixen Bestellkosten zu den relevanten Kosten, nicht jedoch die Anschaffungskosten. Die fixen Bestellkosten berechnen sich als „Fixe Bestellkosten pro Bestellung × Anzahl Bestellungen“, also {\textstyle {\frac {F}{x}}\cdot S}. Außerdem zählen die Lagerhaltungskosten zu den relevanten Kosten. Im Rahmen der Modellierung sind sie das Produkt „Durchschnittlicher Lagerbestand × Lagerhaltungskostensatz“, also {\textstyle {\frac {x}{2}}P\cdot L}. Die relevanten Gesamtkosten in Abhängigkeit der Bestellmenge lauten somit
{\displaystyle K(x)={\frac {F}{x}}\cdot S+{\frac {x}{2}}P\cdot L}.

### Tabellarische Lösung
Kommen nur überschaubar viele Bestellmengen bzw. Bestellhäufigkeiten in Betracht, so lässt sich die optimale Bestellmenge bequem mithilfe einer Tabelle (ggf. unter Zuhilfenahme eines Tabellenkalkulationsprogramms) ermitteln.

### Analytische Lösung (Andlersche Formel)
Die optimale Bestellmenge lässt sich mithilfe der nach Kurt Andler benannten Andlerschen Formel berechnen:
{\displaystyle x_{\min }={\sqrt {{200\cdot F\cdot S} \over {C\cdot P}}}}
Der Lagerhaltungskostensatz ist grundsätzlich ein Prozentsatz (z. B. 20 %). Bei der Andlerschen Berechnungsformel gibt man jedoch den Prozentfuß, also die Zahl vor dem Prozentzeichen, ein (z. B. 20).

#### Beispielrechnung
Ein Unternehmen hat für einen Lagerartikel einen jährlichen Bedarf von 5.000 Stück. Folgende weitere Daten sind bekannt:
- Bestellkosten pro Bestellung = 120,00 EUR
- Lagerhaltungskostensatz = 20 %
- Einstandspreis pro Stück = 100,00 EUROptimale Bestellmenge = Minimum der Gesamtkostenkurve (rot). Zwischen Bestellkosten (blau) und Lagerkosten (grau) besteht ein Trade-off.

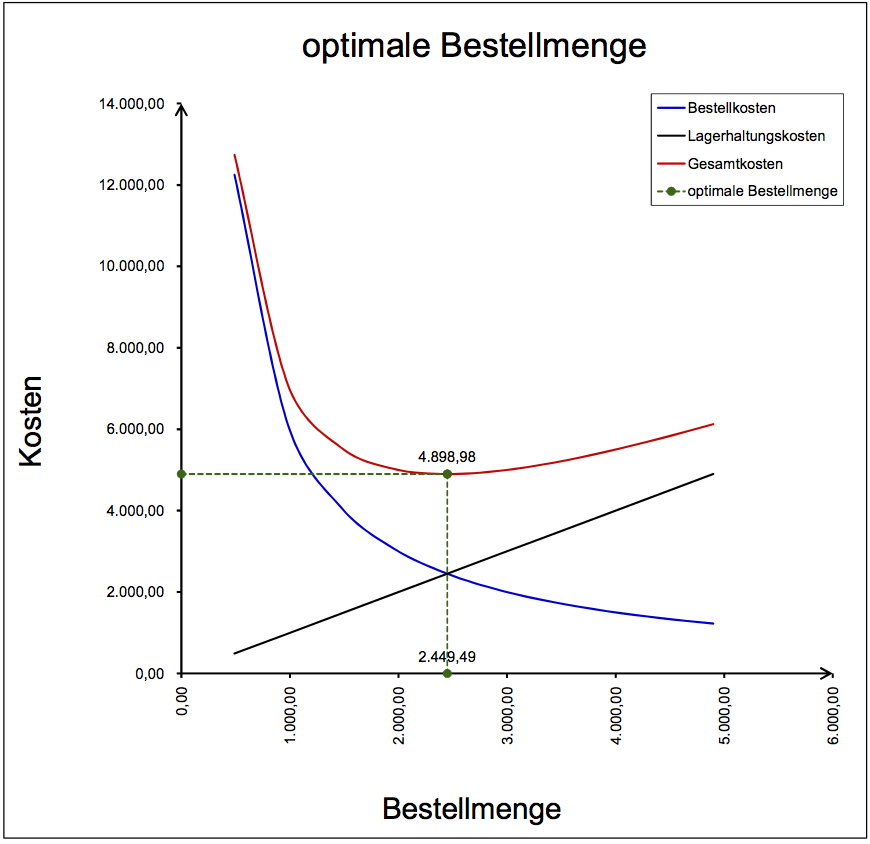
Optimale Bestellmenge = Minimum der Gesamtkostenkurve (rot). Zwischen Bestellkosten (blau) und Lagerkosten (grau) besteht ein Trade-off.

Durch Einsetzen der Parameter in die Andlersche Formel erhält man die optimale Bestellmenge als
{\displaystyle x_{\min }={\sqrt {{200\cdot 5000\,{\text{St.}}\cdot 120\,\mathrm {\euro} {}} \over {20\cdot 100\,\mathrm {\euro} {}/{\text{St.}}}}}\approx 244,95\,{\text{St.}}}
Da Stücke nur im Ganzen erhältlich sind, muss noch gerundet werden. Die optimale Bestellmenge beträgt somit 245 Stück.

#### Herleitung der Lösungsformel
Die notwendige Bedingung für ein Minimum lautet {\displaystyle K'(x)=0}, also
{\displaystyle -{\frac {F}{x^{2}}}\cdot S+{\frac {1}{2}}P\cdot L=0}.
Durch elementare Termumformungen und Wurzelziehen erhält man hieraus die Andlersche Formel.

### Graphische Lösung
Die optimale Bestellmenge ist dadurch charakterisiert, dass die fixen Bestellkosten und die Lagerhaltungskosten gleich hoch sind. Graphisch erhält man die optimale Bestellmenge auf Grund dieses Zusammenhangs als Schnittpunkt der Bestellkostenkurve und der Lagerhaltungskostenkurve.

### Mängel des klassischen Modells
Das klassische Bestellmengen-Modell bildet die Realität aufgrund seiner vielen Annahmen nur begrenzt ab und ist deshalb für die Bedürfnisse der Praxis oftmals unzureichend. Des Weiteren sind in der Realität innerhalb einer Planungsperiode nur ganzzahlige Lösungen möglich. Teillieferungen sowie Bildung von Sicherheitsbeständen sind im Modell auch nicht berücksichtigt. Ein weiteres Problem ist, dass einige Güter nicht nach den Methoden der optimalen Bestellmenge beschafft werden können, u. a. Z-Güter, deren Verbrauch sich nicht vorhersagen lässt, wie z. B. Streusalz, oder Güter mit Haltbarkeitsdatum (Milchprodukte etc.).

## Erweiterungen

### Dynamische Losgrößenermittlung
Verfahren der dynamischen Losgrößenermittlung werden verwendet, wenn der zukünftige Bedarf nicht konstant ist, sondern Schwankungen unterliegt. Das Optimum wird bei diesen Verfahren nicht analytisch, sondern durch eine schrittweise Näherung errechnet, was in der Praxis meistens ausreicht.